# Cinquième circonscription de la Seine-Saint-Denis
La cinquième circonscription de la Seine-Saint-Denis est l'une des 12 circonscriptions législatives françaises que compte le département de la Seine-Saint-Denis (93) situé en région Île-de-France.

## Description géographique et démographique
La cinquième circonscription de la Seine-Saint-Denis est délimitée par le découpage électoral de la loi n°86-1197 du 24 novembre 1986
, elle regroupe les divisions administratives suivantes : Canton de Bobigny, Commune de Drancy.
D'après le recensement général de la population en 1999, réalisé par l'Institut national de la statistique et des études économiques (INSEE), la population de cette circonscription est estimée à 106389 habitants,.
Le nouveau redécoupage électoral mis en place par la loi de 2010 (ministre des Collectivités, Alain Marleix) élargit la cinquième circonscription de la Seine-Saint-Denis à la commune du Bourget. Cette dernière étant dirigée depuis 3 mandats municipaux par des centristes, ce redécoupage favorise la réélection de Jean-Christophe Lagarde.

## Historique des députations
| Législature | Début de mandat | Fin de mandat  | Député                   | Parti politique | Observations                                                                           |
| ----------- | --------------- | -------------- | ------------------------ | --------------- | -------------------------------------------------------------------------------------- |
| IXe         | 23 juin 1988    | 1er avril 1993 | Jean-Claude Gayssot      | PCF             |                                                                                        |
| Xe          | 2 avril 1993    | 21 avril 1997  | Jean-Claude Gayssot,     | PCF,            | Mandat écourté à la suite d'une dissolution parlementaire décidée par Jacques Chirac.  |
| XIe         | 12 juin 1997    | 18 juin 2002   | Bernard Birsinger,       | PCF,            |                                                                                        |
| XIIe        | 19 juin 2002    | 19 juin 2007   | Jean-Christophe Lagarde, | UDF,            |                                                                                        |
| XIIIe       | 20 juin 2007    | 19 juin 2012   | Jean-Christophe Lagarde  | Nouveau Centre  |                                                                                        |
| XIVe        | 20 juin 2012    | 20 juin 2017   | Jean-Christophe Lagarde  | Nouveau Centre  |                                                                                        |
| XVe         | 21 juin 2017    | 21 juin 2022   | Jean-Christophe Lagarde  | UDI             |                                                                                        |
| XVIe        | 22 juin 2022    | 9 juin 2024    | Raquel Garrido           | LFI             | Mandat écourté à la suite d'une dissolution parlementaire décidée par Emmanuel Macron. |
| XVIIe       | 8 juillet 2024  | En cours       | Aly Diouara              | LFI             |                                                                                        |

## Historique des élections

### Élections de 1967
| Candidat       | Candidat          | Parti          | Premier tour | Premier tour | Second tour | Second tour |  |
| Candidat       | Candidat          | Parti          | Voix         | %            | Voix        | %           |  |
| -------------- | ----------------- | -------------- | ------------ | ------------ | ----------- | ----------- |  |
|                | Robert Calméjane  | UD-Ve          | 27 299       | 39,26        | 31 844      | 47,89       |  |
|                | Roger Gouhier élu | PCF            | 22 266       | 32,02        | 34 651      | 52,11       |  |
|                | Claude Fuzier     | FGDS (SFIO)    | 14 533       | 20,9         | Retrait     | Retrait     |  |
|                | Marc Nicolas      | CD (PDM)       | 5 439        | 7,82         |             |             |  |
|                |                   |                |              |              |             |             |  |
| Inscrits       | Inscrits          | Inscrits       | 84 476       | 100,00       | 84 472      | 100,00      |  |
| Abstentions    | Abstentions       | Abstentions    | 13 439       | 15,91        | 15 234      | 18,03       |  |
| Votants        | Votants           | Votants        | 71 037       | 84,09        | 69 238      | 81,97       |  |
| Blancs et nuls | Blancs et nuls    | Blancs et nuls | 1 500        | 2,11         | 2 743       | 3,96        |  |
| Exprimés       | Exprimés          | Exprimés       | 69 537       | 97,89        | 66 495      | 96,04       |  |

Lucien Chapelain, conseiller municipal de Bondy, était le suppléant de Roger Gouhier.

### Élections de 1968
| Candidat       | Candidat              | Parti          | Premier tour | Premier tour | Second tour | Second tour |  |
| Candidat       | Candidat              | Parti          | Voix         | %            | Voix        | %           |  |
| -------------- | --------------------- | -------------- | ------------ | ------------ | ----------- | ----------- |  |
|                | Robert Calméjane élu  | UDR (URP)      | 24 595       | 37,1         | 32 015      | 52,09       |  |
|                | Roger Gouhier sortant | PCF            | 19 290       | 29,1         | 29 449      | 47,91       |  |
|                | Claude Fuzier         | FGDS (SFIO)    | 9 381        | 14,15        | Retrait     | Retrait     |  |
|                | Alain Tillier         | CD (PDM)       | 5 107        | 7,7          |             |             |  |
|                | Yves Simon            | RI             | 4 700        | 7,09         |             |             |  |
|                | Jacques Auriat        | PSU            | 2 589        | 3,91         |             |             |  |
|                | Édouard de Mil        | TD             | 633          | 0,95         |             |             |  |
|                |                       |                |              |              |             |             |  |
| Inscrits       | Inscrits              | Inscrits       | 83 188       | 100,00       | 83 169      | 100,00      |  |
| Abstentions    | Abstentions           | Abstentions    | 16 288       | 19,58        | 19 467      | 23,41       |  |
| Votants        | Votants               | Votants        | 66 900       | 80,42        | 63 702      | 76,59       |  |
| Blancs et nuls | Blancs et nuls        | Blancs et nuls | 605          | 0,9          | 2 238       | 3,51        |  |
| Exprimés       | Exprimés              | Exprimés       | 66 295       | 99,1         | 61 464      | 96,49       |  |

Jean Chevallier, attaché principal d'intendance universitaire, de Noisy-le-Sec, était le suppléant de Robert Calméjane.

### Élections de 1973
| Candidat       | Candidat                 | Parti          | Premier tour | Premier tour | Second tour | Second tour |  |
| Candidat       | Candidat                 | Parti          | Voix         | %            | Voix        | %           |  |
| -------------- | ------------------------ | -------------- | ------------ | ------------ | ----------- | ----------- |  |
|                | Robert Calméjane sortant | UDR (URP)      | 21 899       | 31,59        | 30 594      | 45,67       |  |
|                | Roger Gouhier élu        | PCF            | 21 621       | 31,19        | 36 390      | 54,33       |  |
|                | Claude Fuzier            | PS (UGSD)      | 13 460       | 19,42        | Retrait     | Retrait     |  |
|                | Bernard Denojean         | Rad (MR)       | 7 674        | 11,07        |             |             |  |
|                | Antoine Forte            | PSU            | 1 751        | 2,53         |             |             |  |
|                | Jean-Claude Vrain        | LO             | 1 335        | 1,93         |             |             |  |
|                | Alain Galland            | FN             | 1 184        | 1,71         |             |             |  |
|                | Maurice Zaoui            | Divers droite  | 393          | 0,57         |             |             |  |
|                |                          |                |              |              |             |             |  |
| Inscrits       | Inscrits                 | Inscrits       | 87 828       | 100,00       | 87 791      | 100,00      |  |
| Abstentions    | Abstentions              | Abstentions    | 16 269       | 18,52        | 16 874      | 19,22       |  |
| Votants        | Votants                  | Votants        | 71 559       | 81,48        | 70 917      | 80,78       |  |
| Blancs et nuls | Blancs et nuls           | Blancs et nuls | 2 242        | 3,13         | 3 933       | 5,55        |  |
| Exprimés       | Exprimés                 | Exprimés       | 69 317       | 96,87        | 66 984      | 94,45       |  |

Le suppléant de Roger Gouhier était Lucien Chapelain, maire-adjoint de Bondy, ancien résistant déporté à Buchenwald.

### Élections de 1978
| Candidat       | Candidat                    | Parti          | Premier tour | Premier tour | Second tour | Second tour |  |
| Candidat       | Candidat                    | Parti          | Voix         | %            | Voix        | %           |  |
| -------------- | --------------------------- | -------------- | ------------ | ------------ | ----------- | ----------- |  |
|                | Roger Gouhier sortant réélu | PCF            | 22 797       | 30,73        | 40 589      | 56,12       |  |
|                | Jean-Paul Maitrias          | PS             | 17 561       | 23,67        | Retrait     | Retrait     |  |
|                | Robert Calméjane            | RPR            | 16 475       | 22,21        | 31 733      | 43,88       |  |
|                | Roger Wolf-Deckert          | UDF (Rad)      | 11 270       | 15,19        |             |             |  |
|                | Marie-Dominique Lambert     | PSU (FA)       | 2 556        | 3,45         |             |             |  |
|                | Georges Rocher              | MRG            | 1 273        | 1,72         |             |             |  |
|                | Jean-Louis Gaillard         | LO             | 752          | 1,01         |             |             |  |
|                | Patrice Chabaille           | FN             | 528          | 0,71         |             |             |  |
|                | Marie-Golda Bobbio          | LCR            | 502          | 0,68         |             |             |  |
|                | Françoise Bernardini        | UOPDP          | 314          | 0,42         |             |             |  |
|                | D. Perrin-Jassy             | Divers         | 165          | 0,22         |             |             |  |
|                |                             |                |              |              |             |             |  |
| Inscrits       | Inscrits                    | Inscrits       | 96 722       | 100,00       | 96 719      | 100,00      |  |
| Abstentions    | Abstentions                 | Abstentions    | 20 374       | 21,06        | 20 513      | 21,21       |  |
| Votants        | Votants                     | Votants        | 76 348       | 78,94        | 76 206      | 78,79       |  |
| Blancs et nuls | Blancs et nuls              | Blancs et nuls | 2 155        | 2,82         | 3 884       | 5,1         |  |
| Exprimés       | Exprimés                    | Exprimés       | 74 193       | 97,18        | 72 322      | 94,9        |  |

Le suppléant de Roger Gouhier était Lucien Chapelain, maire adjoint de Bondy.

### Élections de 1981
| Candidat       | Candidat               | Parti          | Premier tour | Premier tour | Second tour | Second tour |  |
| Candidat       | Candidat               | Parti          | Voix         | %            | Voix        | %           |  |
| -------------- | ---------------------- | -------------- | ------------ | ------------ | ----------- | ----------- |  |
|                | Véronique Neiertz élue | PS             | 19 797       | 31,87        | 39 311      | 63,52       |  |
|                | Roger Gouhier sortant  | PCF            | 18 064       | 29,08        | Retrait     | Retrait     |  |
|                | Robert Calméjane       | RPR (UNM)      | 14 226       | 22,90        | 22 574      | 36,48       |  |
|                | Pierre Villemin        | UDF (UNM)      | 6 344        | 10,21        |             |             |  |
|                | René Ruffin            | MÉP            | 1 709        | 2,75         |             |             |  |
|                | Catherine Schweng      | PSU            | 960          | 1,54         |             |             |  |
|                | Jean-Louis Gaillard    | LO             | 657          | 1,06         |             |             |  |
|                | J.-M. Boukobza         | CCA            | 192          | 0,31         |             |             |  |
|                | Louis Liscio           | LO             | 160          | 0,26         |             |             |  |
|                |                        |                |              |              |             |             |  |
| Inscrits       | Inscrits               | Inscrits       | 95 691       | 100,00       | 95 691      | 100,00      |  |
| Abstentions    | Abstentions            | Abstentions    | 32 340       | 33,8         | 31 410      | 32,82       |  |
| Votants        | Votants                | Votants        | 63 351       | 66,2         | 64 281      | 67,18       |  |
| Blancs et nuls | Blancs et nuls         | Blancs et nuls | 1 242        | 1,96         | 2 396       | 3,73        |  |
| Exprimés       | Exprimés               | Exprimés       | 62 109       | 98,04        | 61 885      | 96,27       |  |

Le suppléant de Véronique Neiertz était Jean-Paul Maitrias, maire de Villemomble.

### Élections de 1988
| Candidat       | Candidat                          | Parti             | Premier tour | Premier tour | Second tour | Second tour |  |
| Candidat       | Candidat                          | Parti             | Voix         | %            | Voix        | %           |  |
| -------------- | --------------------------------- | ----------------- | ------------ | ------------ | ----------- | ----------- |  |
|                | Jean-Claude Gayssot sortant réélu | PCF               | 14 142       | 42,79        | 20 491      | 100,00      |  |
|                | Jean-Louis Auzan                  | PS                | 6 674        | 20,19        | Retrait     | Retrait     |  |
|                | Gérald Gimié                      | UDF (PSD)         | 5 365        | 16,23        |             |             |  |
|                | Claude Briard                     | FN                | 5 232        | 15,83        |             |             |  |
|                | Gérard Spacagna                   | Divers écologiste | 1 214        | 3,67         |             |             |  |
|                | Didier Monfront                   | Divers droite     | 296          | 0,9          |             |             |  |
|                | Guy Pirod                         | POE               | 96           | 0,29         |             |             |  |
|                | Alain Challant-Régis              | Divers écologiste | 31           | 0,09         |             |             |  |
|                |                                   |                   |              |              |             |             |  |
| Inscrits       | Inscrits                          | Inscrits          | 57 492       | 100,00       | 57 480      | 100,00      |  |
| Abstentions    | Abstentions                       | Abstentions       | 24 007       | 41,76        | 30 181      | 52,51       |  |
| Votants        | Votants                           | Votants           | 33 485       | 58,24        | 27 299      | 47,49       |  |
| Blancs et nuls | Blancs et nuls                    | Blancs et nuls    | 435          | 1,3          | 6 808       | 24,94       |  |
| Exprimés       | Exprimés                          | Exprimés          | 33 050       | 98,7         | 20 491      | 75,06       |  |

Le suppléant de Jean-Claude Gayssot était Maurice Nilès, député sortant.

### Élections de 1993
| Candidat       | Candidat                          | Parti          | Premier tour | Premier tour | Second tour | Second tour |  |
| Candidat       | Candidat                          | Parti          | Voix         | %            | Voix        | %           |  |
| -------------- | --------------------------------- | -------------- | ------------ | ------------ | ----------- | ----------- |  |
|                | Jean-Claude Gayssot sortant réélu | PCF            | 11 724       | 35,82        | 19 952      | 63,95       |  |
|                | Michel Personnaz                  | FN             | 6 723        | 20,54        | 11 245      | 36,05       |  |
|                | Jean-Christophe Lagarde           | UDF (CDS)      | 6 704        | 20,48        |             |             |  |
|                | Gilles Lacan                      | PS (ADFP)      | 2 770        | 8,46         |             |             |  |
|                | Bernard Hache                     | GÉ (EÉ)        | 2 084        | 6,37         |             |             |  |
|                | Simone Hodgkinson                 | LT-LNÉ         | 855          | 2,61         |             |             |  |
|                | Alain Roulaud                     | LO             | 604          | 1,85         |             |             |  |
|                | Christine Lapers                  | Divers         | 486          | 1,48         |             |             |  |
|                | Gérald Gimié                      | UDI            | 230          | 0,7          |             |             |  |
|                | René Trapet                       | CNIP           | 228          | 0,7          |             |             |  |
|                | Dominique Berrou                  | LCR            | 194          | 0,59         |             |             |  |
|                | Françoise Corroyer                | AP             | 132          | 0,4          |             |             |  |
|                |                                   |                |              |              |             |             |  |
| Inscrits       | Inscrits                          | Inscrits       | 54 103       | 100,00       | 54 084      | 100,00      |  |
| Abstentions    | Abstentions                       | Abstentions    | 20 165       | 37,27        | 15 189      | 28,08       |  |
| Votants        | Votants                           | Votants        | 33 938       | 62,73        | 38 895      | 71,92       |  |
| Blancs et nuls | Blancs et nuls                    | Blancs et nuls | 1 204        | 3,55         | 7 698       | 19,79       |  |
| Exprimés       | Exprimés                          | Exprimés       | 32 734       | 96,45        | 31 197      | 80,21       |  |

Le suppléant de Jean-Claude Gayssot était Maurice Nilès.

### Élections de 1997
| Candidat       | Candidat                          | Parti          | Premier tour | Premier tour | Second tour | Second tour |  |
| Candidat       | Candidat                          | Parti          | Voix         | %            | Voix        | %           |  |
| -------------- | --------------------------------- | -------------- | ------------ | ------------ | ----------- | ----------- |  |
|                | Jean-Claude Gayssot sortant réélu | PCF            | 10 960       | 35,08        | 20 617      | 67,41       |  |
|                | Michel Personnaz                  | FN             | 7 146        | 22,87        | 9 967       | 32,59       |  |
|                | Jean-Christophe Lagarde           | UDF (FD)       | 5 759        | 18,43        |             |             |  |
|                | Éliane Emsalem                    | PS             | 3 688        | 11,8         |             |             |  |
|                | Patrick Benkemoun                 | Les Verts      | 902          | 2,89         |             |             |  |
|                | Alain Roulaud                     | LO             | 885          | 2,83         |             |             |  |
|                | Éric Barthomeuf                   | MÉI            | 383          | 1,23         |             |             |  |
|                | Franck Contat                     | SÉGA           | 335          | 1,07         |             |             |  |
|                | Catherine Faujour                 | LCR            | 334          | 1,07         |             |             |  |
|                | Jean Giacalone                    | LDI (CNIP)     | 316          | 1,01         |             |             |  |
|                | Alain Millard                     | PT             | 289          | 0,92         |             |             |  |
|                | Bérénice Dely                     | US4J           | 199          | 0,64         |             |             |  |
|                | Damian Yurkievich                 | MDR            | 51           | 0,16         |             |             |  |
|                |                                   |                |              |              |             |             |  |
| Inscrits       | Inscrits                          | Inscrits       | 51 383       | 100,00       | 51 369      | 100,00      |  |
| Abstentions    | Abstentions                       | Abstentions    | 19 162       | 37,29        | 18 171      | 35,37       |  |
| Votants        | Votants                           | Votants        | 32 221       | 62,71        | 33 198      | 64,63       |  |
| Blancs et nuls | Blancs et nuls                    | Blancs et nuls | 974          | 3,02         | 2 614       | 7,87        |  |
| Exprimés       | Exprimés                          | Exprimés       | 31 247       | 96,98        | 30 584      | 92,13       |  |

Le suppléant de Jean-Claude Gayssot était Bernard Birsinger, maire de Bobigny. Bernard Birsinger remplaça Jean-Claude Gayssot, nommé membre du Gouvernement, du 5 juillet 1997 au 18 juin 2002.

### Élections de 2002
| Candidat       | Candidat                    | Parti            | Premier tour | Premier tour | Second tour | Second tour |  |
| Candidat       | Candidat                    | Parti            | Voix         | %            | Voix        | %           |  |
| -------------- | --------------------------- | ---------------- | ------------ | ------------ | ----------- | ----------- |  |
|                | Jean-Christophe Lagarde élu | UDF              | 9 130        | 33,53        | 12 706      | 50,04       |  |
|                | Bernard Birsinger sortant   | PCF              | 7 740        | 28,42        | 12 684      | 49,96       |  |
|                | Dominique Andréani          | PS               | 3 859        | 14,17        |             |             |  |
|                | Charles Camard              | FN               | 3 718        | 13,65        |             |             |  |
|                | Nicole Della Vedova         | Les Verts        | 504          | 1,85         |             |             |  |
|                | Franck Timmermans           | MNR              | 406          | 1,49         |             |             |  |
|                | Dominique Berrou            | LCR              | 352          | 1,29         |             |             |  |
|                | Ali Gharbi                  | Divers droite    | 338          | 1,24         |             |             |  |
|                | Isabelle Couffin-Guérin     | LO               | 321          | 1,18         |             |             |  |
|                | Pierre Ramos de La Llave    | Divers droite    | 238          | 0,87         |             |             |  |
|                | Hélène Allain               | Pôle républicain | 224          | 0,82         |             |             |  |
|                | Aicha Khaldi                | Divers gauche    | 188          | 0,69         |             |             |  |
|                | Monique Cochinard           | MÉI              | 120          | 0,44         |             |             |  |
|                | Sabine Desboeufs            | PT               | 92           | 0,34         |             |             |  |
|                | Najet Boussekine            | GÉ               | 0            | 0            |             |             |  |
|                | David Lenne                 | Divers droite    | 0            | 0            |             |             |  |
|                |                             |                  |              |              |             |             |  |
| Inscrits       | Inscrits                    | Inscrits         | 47 788       | 100,00       | 47 781      | 100,00      |  |
| Abstentions    | Abstentions                 | Abstentions      | 20 147       | 42,16        | 21 710      | 45,44       |  |
| Votants        | Votants                     | Votants          | 27 641       | 57,84        | 26 071      | 54,56       |  |
| Blancs et nuls | Blancs et nuls              | Blancs et nuls   | 411          | 1,49         | 681         | 2,61        |  |
| Exprimés       | Exprimés                    | Exprimés         | 27 230       | 98,51        | 25 390      | 97,39       |  |

La suppléante de Jean-Christophe Lagarde était Carine Noc, emploi-jeune.

### Élections de 2007
| Candidat       | Candidat                              | Parti          | Premier tour | Premier tour | Second tour | Second tour |  |
| Candidat       | Candidat                              | Parti          | Voix         | %            | Voix        | %           |  |
| -------------- | ------------------------------------- | -------------- | ------------ | ------------ | ----------- | ----------- |  |
|                | Jean-Christophe Lagarde sortant réélu | Divers droite  | 12 748       | 45,95        | 15 795      | 59,87       |  |
|                | Abdel Sadi                            | PCF            | 5 626        | 20,28        | 10 585      | 40,13       |  |
|                | Myriam Benoudiba                      | PS             | 3 531        | 12,73        |             |             |  |
|                | Alexandre Varaut                      | MPF            | 2 249        | 8,11         |             |             |  |
|                | Christine Benaut                      | FN             | 1 275        | 4,6          |             |             |  |
|                | Dominique Berrou                      | LCR            | 654          | 2,36         |             |             |  |
|                | Franck Contat                         | Les Verts      | 434          | 1,56         |             |             |  |
|                | Nathalie Labbé                        | COM            | 313          | 1,13         |             |             |  |
|                | Fodé Sylla                            | PRG            | 301          | 1,08         |             |             |  |
|                | Isabelle Couffin-Guérin               | LO             | 197          | 0,71         |             |             |  |
|                | Rosalinde Caus                        | MNR            | 173          | 0,62         |             |             |  |
|                | Alain Millard                         | PT             | 85           | 0,31         |             |             |  |
|                | Patricia Heintz                       | Divers         | 76           | 0,27         |             |             |  |
|                | Tony Poletti                          | Divers         | 48           | 0,17         |             |             |  |
|                | Lounes Hirèche                        | Divers         | 35           | 0,13         |             |             |  |
|                | Nathalie Sinègre                      | Divers         | 0            | 0            |             |             |  |
|                |                                       |                |              |              |             |             |  |
| Inscrits       | Inscrits                              | Inscrits       | 53 223       | 100,00       | 53 222      | 100,00      |  |
| Abstentions    | Abstentions                           | Abstentions    | 25 102       | 47,16        | 26 166      | 49,16       |  |
| Votants        | Votants                               | Votants        | 28 121       | 52,84        | 27 056      | 50,84       |  |
| Blancs et nuls | Blancs et nuls                        | Blancs et nuls | 376          | 1,34         | 676         | 2,5         |  |
| Exprimés       | Exprimés                              | Exprimés       | 27 745       | 98,66        | 26 380      | 97,5        |  |

### Élections de 2012
| Candidat       | Candidat                              | Parti          | Premier tour | Premier tour | Second tour | Second tour |  |
| Candidat       | Candidat                              | Parti          | Voix         | %            | Voix        | %           |  |
| -------------- | ------------------------------------- | -------------- | ------------ | ------------ | ----------- | ----------- |  |
|                | Jean-Christophe Lagarde sortant réélu | NC             | 12 868       | 43,46        | 16 128      | 56,73       |  |
|                | Milouda Latrèche                      | PS             | 6 103        | 20,61        | 12 301      | 43,27       |  |
|                | Abdel-Madjid Sadi                     | FG (PCF)       | 5 558        | 18,87        |             |             |  |
|                | Herminia Fardeau                      | FN             | 2 699        | 9,11         |             |             |  |
|                | Michel Mathieu                        | Divers         | 879          | 2,97         |             |             |  |
|                | Djamila Bekkaye                       | EÉLV           | 276          | 0,93         |             |             |  |
|                | Carole Brévière                       | MoDem          | 260          | 0,88         |             |             |  |
|                | Véronique Clément                     | Divers         | 209          | 0,71         |             |             |  |
|                | Djafar Hamoum                         | Divers         | 198          | 0,67         |             |             |  |
|                | Isabelle Couffin-Guérin               | LO             | 173          | 0,58         |             |             |  |
|                | Roxianne Boisson                      | DLR            | 133          | 0,45         |             |             |  |
|                | Frédéric Perrod                       | Pirate         | 127          | 0,43         |             |             |  |
|                | Émile Fabrol                          | NPA            | 99           | 0,33         |             |             |  |
|                |                                       |                |              |              |             |             |  |
| Inscrits       | Inscrits                              | Inscrits       | 62 242       | 100,00       | 62 241      | 100,00      |  |
| Abstentions    | Abstentions                           | Abstentions    | 32 218       | 51,76        | 32 994      | 53,01       |  |
| Votants        | Votants                               | Votants        | 30 024       | 48,24        | 29 247      | 46,99       |  |
| Blancs et nuls | Blancs et nuls                        | Blancs et nuls | 412          | 1,37         | 818         | 2,8         |  |
| Exprimés       | Exprimés                              | Exprimés       | 29 612       | 98,63        | 28 429      | 97,2        |  |

### Élections de 2017
|                                                                                       |                                                                                                  |                           |                           |                          |                          |
|                                                                                       |                                                                                                  | Premier tour 11 juin 2017 | Premier tour 11 juin 2017 | Second tour 18 juin 2017 | Second tour 18 juin 2017 |
|                                                                                       |                                                                                                  |                           |                           |                          |                          |
|                                                                                       |                                                                                                  | Nombre                    | % des inscrits            | Nombre                   | % des inscrits           |
| Inscrits                                                                              | Inscrits                                                                                         | 63 847                    | 100,00                    | 63 848                   | 100,00                   |
| Abstentions                                                                           | Abstentions                                                                                      | 39 437                    | 61,77                     | 42 323                   | 66,29                    |
| Votants                                                                               | Votants                                                                                          | 24 410                    | 38,23                     | 21 525                   | 33,71                    |
|                                                                                       |                                                                                                  |                           | % des votants             |                          | % des votants            |
| Bulletins blancs                                                                      | Bulletins blancs                                                                                 | 431                       | 1,77                      | 1 615                    | 7,50                     |
| Bulletins nuls                                                                        | Bulletins nuls                                                                                   | 200                       | 0,82                      | 628                      | 2,92                     |
| Suffrages exprimés                                                                    | Suffrages exprimés                                                                               | 23 779                    | 97,41                     | 19 282                   | 89,58                    |
|                                                                                       |                                                                                                  |                           |                           |                          |                          |
| Candidat Étiquette politique (partis et alliances)                                    | Candidat Étiquette politique (partis et alliances)                                               | Voix                      | % des exprimés            | Voix                     | % des exprimés           |
|                                                                                       |                                                                                                  |                           |                           |                          |                          |
|                                                                                       | Jean-Christophe Lagarde (député sortant) Union des démocrates et indépendants (Les Républicains) | 8 691                     | 36,55                     | 12 745                   | 66,10                    |
|                                                                                       | Malika Maalem-Chibane La République en marche !                                                  | 4 629                     | 19,47                     | 6 537                    | 33,90                    |
|                                                                                       | Ugo Portier La France insoumise                                                                  | 3 325                     | 13,98                     |                          |                          |
|                                                                                       | Abdel Sadi Parti communiste français                                                             | 2 494                     | 10,49                     |                          |                          |
|                                                                                       | Jean-François Perier Front national                                                              | 2 186                     | 9,19                      |                          |                          |
|                                                                                       | Valérie Mery Parti socialiste                                                                    | 551                       | 2,32                      |                          |                          |
|                                                                                       | Fatimata Sy Europe Écologie Les Verts                                                            | 478                       | 2,01                      |                          |                          |
|                                                                                       | Habib Babindamana Divers (Mouvement progressiste indépendant et Démocratie représentative)       | 377                       | 1,59                      |                          |                          |
|                                                                                       | Hanan Zahouani Divers (Français et musulmans)                                                    | 347                       | 1,46                      |                          |                          |
|                                                                                       | Denis Lazarowicz Debout la France                                                                | 229                       | 0,96                      |                          |                          |
|                                                                                       | Rodolphe Feger Lutte ouvrière                                                                    | 191                       | 0,80                      |                          |                          |
|                                                                                       | Morad Kemeche Divers (Union populaire républicaine)                                              | 142                       | 0,60                      |                          |                          |
|                                                                                       | Jean-Michel Antonin Écologiste (Mouvement 100 %)                                                 | 78                        | 0,33                      |                          |                          |
|                                                                                       | Frédéric Perrod Divers (Parti pirate)                                                            | 54                        | 0,23                      |                          |                          |
|                                                                                       | Mouhammad El Jabbari Divers                                                                      | 7                         | 0,03                      |                          |                          |
| Source : Ministère de l'Intérieur - Cinquième circonscription de la Seine-Saint-Denis |                                                                                                  |                           |                           |                          |                          |

### Élections de 2022
|                                                                                       |                                                                                   |                           |                           |                          |                          |
|                                                                                       |                                                                                   | Premier tour 12 juin 2022 | Premier tour 12 juin 2022 | Second tour 19 juin 2022 | Second tour 19 juin 2022 |
|                                                                                       |                                                                                   |                           |                           |                          |                          |
|                                                                                       |                                                                                   | Nombre                    | % des inscrits            | Nombre                   | % des inscrits           |
| Inscrits                                                                              | Inscrits                                                                          | 65 222                    | 100,00                    | 65 244                   | 100,00                   |
| Abstentions                                                                           | Abstentions                                                                       | 41 416                    | 63,50                     | 39 723                   | 60,88                    |
| Votants                                                                               | Votants                                                                           | 23 806                    | 36,50                     | 25 521                   | 39,12                    |
|                                                                                       |                                                                                   |                           | % des votants             |                          | % des votants            |
| Bulletins blancs                                                                      |                                                                                   |                           |                           |                          |                          |
| Bulletins nuls                                                                        |                                                                                   |                           |                           |                          |                          |
| Suffrages exprimés                                                                    | Suffrages exprimés                                                                | 23 181                    | 35.54                     | 24 502                   | 37,55                    |
|                                                                                       |                                                                                   |                           |                           |                          |                          |
| Candidat Étiquette politique (partis et alliances)                                    | Candidat Étiquette politique (partis et alliances)                                | Voix                      | % des exprimés            | Voix                     | % des exprimés           |
|                                                                                       |                                                                                   |                           |                           |                          |                          |
|                                                                                       | Raquel Garrido Nouvelle Union populaire écologique et sociale La France insoumise | 8 786                     | 37,90                     | 13 107                   | 53,50                    |
|                                                                                       | Jean-Christophe Lagarde* Union des démocrates et indépendants                     | 7 745                     | 33,41                     | 11 394                   | 46,50                    |
|                                                                                       | Nelly Lestradet Rassemblement national                                            | 2 235                     | 9,64                      |                          |                          |
|                                                                                       | Nabil Aït Akkache Ensemble                                                        | 1 854                     | 8,00                      |                          |                          |
|                                                                                       | Raphaël Libert Reconquête                                                         | 545                       | 2,35                      |                          |                          |
|                                                                                       | Amel Hormi Divers gauche                                                          | 515                       | 2,22                      |                          |                          |
|                                                                                       | Raynald Roueche Divers centre                                                     | 408                       | 1,76                      |                          |                          |
|                                                                                       | Geoffroy Desbois Parti animaliste                                                 | 276                       | 1,19                      |                          |                          |
|                                                                                       | Gilles Saulière Les écologistes avec la Majorité Présidentielle                   | 261                       | 1,13                      |                          |                          |
|                                                                                       | Sonia Airouche Résistons                                                          | 201                       | 0,87                      |                          |                          |
|                                                                                       | Rodolphe Feger Lutte ouvrière                                                     | 178                       | 0,77                      |                          |                          |
|                                                                                       | Corinne Corbani Parti ouvrier indépendant démocratique                            | 94                        | 0,41                      |                          |                          |
|                                                                                       | Nao Argouse Parti pirate                                                          | 83                        | 0,36                      |                          |                          |
| * Député sortant                                                                      |                                                                                   |                           |                           |                          |                          |
| Source : Ministère de l'Intérieur - Cinquième circonscription de la Seine-Saint-Denis |                                                                                   |                           |                           |                          |                          |

### Élections de 2024
Député sortant : Raquel Garrido (La France insoumise)
| Candidat                 | Candidat                 | Parti et coalition       | Nuances                  | Premier tour | Premier tour | Second tour | Second tour |
| Candidat                 | Candidat                 | Parti et coalition       | Nuances                  | Voix         | %            | Voix        | %           |
| ------------------------ | ------------------------ | ------------------------ | ------------------------ | ------------ | ------------ | ----------- | ----------- |
|                          | Aly Diouara,             | LFI - SSDAC (NFP)        | UG                       | 12 141       | 33,10        | 20 511      | 60,55       |
|                          | Aude Lagarde             | UDI                      | DVC                      | 9 006        | 24,56        | 13 362      | 39,45       |
|                          | Raquel Garrido           | LFI diss.                | DVG                      | 8 672        | 23,65        | Retrait     | Retrait     |
|                          | Éric Kozelko             | RN                       | RN                       | 6 382        | 17,40        |             |             |
|                          | Rodolphe Feger           | LO                       | EXG                      | 359          | 0,98         |             |             |
|                          | Markeins Pierre          | SE                       | DVG                      | 115          | 0,31         |             |             |
|                          | Tatiana Boutignon        | SE                       | DIV                      | 0            | 0,00         |             |             |
|                          | Hélène Ballaouhey        | NPA-R                    | EXG                      | 0            | 0,00         |             |             |
|                          |                          |                          |                          |              |              |             |             |
| Votes valides            | Votes valides            | Votes valides            | Votes valides            | 36 675       | 97.44        | 33 873      | 94.47       |
| Votes blancs             | Votes blancs             | Votes blancs             | Votes blancs             | 596          | 1.58         | 1378        | 2.09        |
| Votes nuls               | Votes nuls               | Votes nuls               | Votes nuls               | 369          | 0.98         | 605         | 0.92        |
| Total                    | Total                    | Total                    | Total                    | 37 640       | 100          | 35 856      | 100         |
| Abstention               | Abstention               | Abstention               | Abstention               | 28 268       | 42.89        | 30 082      | 45.62       |
| Inscrits / participation | Inscrits / participation | Inscrits / participation | Inscrits / participation | 65 908       | 57.11        | 65 938      | 54.38       |